# مادو شالینی
مادو شالینی (به انگلیسی: Madhu Shalini) (زاده ۲۱ ژوئیه ۱۹۸۹) بازیگر هندی است.
از فیلم‌هایی که وی در آن نقش داشته‌است می‌توان به دپارتمان، بازگشت روح، جنگل‌های بی‌خوابی، آن مرد، این مرد و گوپالا گوپالا اشاره کرد.